# Cliodhna
Cliodhna [ˈklɪ̆ană], auch Clíodhna, Clíodna, Clíona, englisch Cleena, war in der keltischen Mythologie Irlands eine Feengestalt.

## Mythologie
Cliodhna wird als Banshee, als Túatha Dé Danann und als Gestalt aus der Keltischen Anderswelt gesehen. Einige Mythen nennen sie eine Liebes- und Schönheitsgöttin. Es hieß, ihre drei Zaubervögel, die sich von einem andersweltigen Apfelbaum ernährten,  könnten die Kranken in den Schlaf singen und heilen.
Cliodhna war verliebt in einen Sterblichen namens Ciabhan. Eines Tages am Ufer bei Glandore (County Cork), während Ciabhan jagte, versetzte der Meeresgott Manannan mac Lir Cliodhna in einen verzauberten Schlaf und schickte dann eine Welle, um sie ins Land der Verheißung zurückzubringen. Der Tidenhub bei Glandore wird deshalb Tonn Clíodhna („Cliodhnas Welle“) genannt.
Einer anderen Legende nach rief Cormac Laidir Mac Carthy, der Erbauer des Blarney Castle, die Göttin um Hilfe bei einem Rechtsstreit an. Die wies ihn an, den ersten Stein, den er morgens sah, zu küssen. Dies tat er, gewann dank brillanter Rhetorik den Streit und postierte den „Stein der Sprachgewandtheit“ hoch oben in den Mauern seiner Festung.
Es gibt eine große Zahl von Volkserzählungen, in denen Cliodhna eine Rolle spielt. Allen gemeinsam ist ihre Abstammung von den Túatha Dé Danann und ihre Zugehörigkeit zu den Banshee, als deren Königin sie manchmal genannt wird.
In der esoterischen Richtung des Keltischen Neopaganismus wird Cliodhna häufig für eine alte keltische Gottheit gehalten.